# Thamnophilus murinus
Thamnophilus murinus là một loài chim trong họ Thamnophilidae.